# Азіатсько-африканський юридичний консультативний комітет
Asian African Legal Consultative Organization (Азіатсько-африканський юридичний консультативний комітет[джерело?], ААЮКК) — міжнародна міжурядова організація, утворена 1956 року початково як дорадча організація держав-членів з питань міжнародного права. Це було наслідком конференції Бандунг, яка відбулася у квітні 1955 р. в Індонезії, що призвело до створення "Азіатського юридичного консультативного комітету" (АЮКК). У квітні 1958 року він змінив свою назву на «Азіатсько-африканський консультативний комітет з правових питань», щоб відобразити зростання її членства за межі африканської частини Об'єднаної Арабської Республіки. З 2001 року вона стала відома за своєю нинішньою назвою, ААЮКК, що відображає зростання його міжнародного статусу.
Наразі міжурядова організація отримала постійне запрошення Організації Об'єднаних Націй взяти участь як спостерігач Генеральної Асамблеї та збереження постійного офісу в Центральних установах.
В 2014 році ААЮКК заснувала Неофіційну експертну групу з міжнародного звичаєвого права. Ця група прийняла низку зауважень щодо роботи Комісії міжнародного права з ідентифікації звичаєвого міжнародного права. Ці коментарі та доповідь Спеціального доповідача ААЮКК Sienho Yee публікуються на вебсайті ААЮКК.

## Генеральні секретарі
- Barry Sen (1956–1987)
- Frank X. Njenga (1988–1994)
- Chengyuan (1994–2000)
- Wafik Zaher Kamil (2000–2008)
- Rahmat Mohamad (2008–2016)
- Kennedy Gastorn (2016–2020)[29]
- Kamalinne Pinitpuvadol (2021–)[30]

## Члени комітету

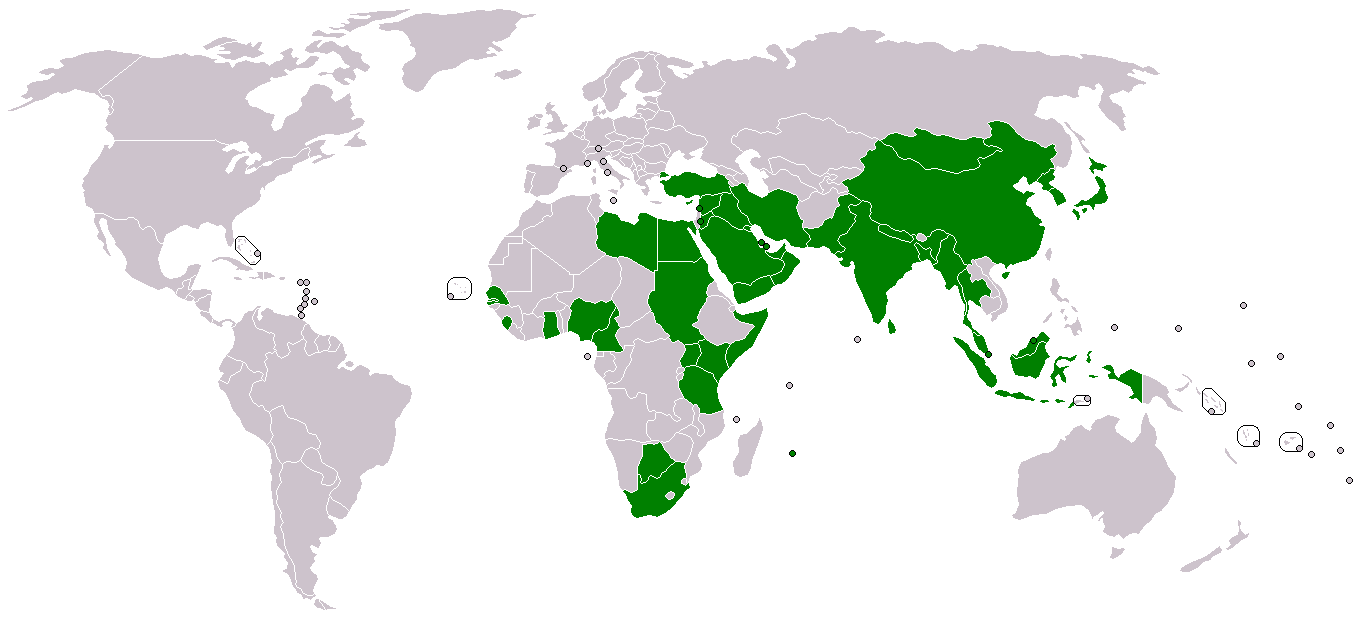
Країни-члени Азіатсько-африканського юридичного консультативного комітету

Поточні члени комітету (засновники виділені):
- Бахрейн
- Бангладеш
- Бруней
- Ботсвана
- Камерун
- КНР
- Кіпр
- Єгипет
- Гамбія
- Гана
- Індія
- Індонезія
- Ірак
- Іран
- Японія
- Йорданія
- Кенія
- Кувейт
- Ліван
- Лівія
- Малайзія
- Маврикій
- Монголія
- М'янма
- Непал
- Нігерія
- Північна Корея
- Оман
- Пакистан
- Палестина
- Катар
- Саудівська Аравія
- Сенегал
- Сьєрра-Леоне
- Сінгапур
- Сомалі
- ПАР
- Південна Корея
- Шрі-Ланка
- Судан
- Сирія
- Танзанія
- Таїланд
- Туреччина.
- Уганда
- ОАЕ
- Ємен